# Brigade de Baltimore
Stade
Le Brigade de Baltimore est une équipe professionnelle de football américain en salle basée à Baltimore, dans le Maryland, qui joue dans l'Arena Football League (AFL) depuis 2017. Elle joue ses matchs à domicile à la Royal Farms Arena. La franchise est détenue par Monumental Sports & Entertainment (Ted Leonsis, président), qui est également propriétaire de Valor de Washington  de l'AFL, des Wizards de Washington de la National Basketball Association (NBA), des Washington Mystics de la Women's National Basketball Association (WNBA), et des Capitals de Washington de la Ligue Nationale de Hockey (LNH).

## Histoire
L'Arena Football League et Monumental Sports & Entertainment ont tous deux annoncé le 14 novembre 2016 qu'ils avaient accordé une franchise d'expansion pour commencer à jouer durant la saison 2017 à Baltimore. Monumental Sports & Entertainment est exploité par Ted Leonsis, le propriétaire majoritaire, qui s'était déjà vu attribuer une équipe d'expansion, le Valor de Washington, pour commencer à jouer la même saison.
Bien que d'autres ligues de football en salle aient déjà accueilli des équipes à Baltimore (comme les Baltimore Blackbirds et Baltimore Mariners), il s'agit de la première franchise de la Arena Football League à être située à Baltimore et de la première dans l'état du Maryland depuis les Commandos de Washington / Maryland, une franchise qui a joué dans la banlieue de DC, Landover pour sa première saison.
Le 14 décembre 2016, l'ancien entraîneur des Kiss de Los Angeles, Omarr Smith est nommé à la tête de l'équipe.
Le 25 janvier 2017, l'équipe est officiellement désignée sous le nom de Brigade de Baltimore, nommée d'après l'histoire militaire et en référence à la guerre de 1812, ainsi que l'inspiration pour la rédaction du poème qui sera plus tard connu sous le nom de "La bannière étoilée ", l'hymne national des Etats-Unis (Star-Spangled Banner).

### 2018, le premier ArenaBowl
Le 20 juillet 2018, le Brigade atteint son premier ArenaBowl, l'ArenaBowl XXXI, après avoir vaincu le Soul de Philadelphie lors du match retour d’une série de deux matches éliminatoires. Ils ont remporté le premier match, 57-45, le 15 juillet, puis le second, 53-41. Dans ArenaBowl XXXI, ils ont affronté le Valor de Washington, vainqueur 69-55.

## Les joueurs

### Liste actuelle
| Quarterbacks - 7 Shane Boyd - 12 Randy Hippeard Fullbacks - 23 Rory Nixon Wide receivers - 17 Brandon Collins - 18 Quentin Sims - 3 D. J. Stephens - 14 Brandon Thompkins - 84 Milton Williams | Offensive linemen - 44 Rodney Austin - 70 Colin Madison - 63 Jordan McCray - 50 Raymond McNeil - 60 Jeremiah Warren Defensive linemen - -- Cliff Dukes - 24 Rodney Fritz - 90 Monte Lewis - 99 Justin Lawrence | Linebackers - 55 Dexter Jackson Defensive backs - 13 David Hyland - 2 Michael Knight - 1 Joe Powell - 8 Clevan Thomas - 5 Josh Victorian Kickers - 19 Mark Lewis | Liste des blessés - 6 Willie Bailey DB (IR) - 9 Damien Borel DL (IR) - 11 Lamark Brown WR (IR) - 4 Virgil Gray DB (IR) - 7 Kendrick Ings WR (IR) - 48 Royce LaFrance DL (IR) - 2 Nias Martin DB (IR) - -- Cleshawn Page DB (IR) - 75 Kyron Samuels OL (IR) Exempts - -- Rashaun Simonise WR (Exempt) Suspendus - -- Daniel Adams WR (Susp.) - -- Qumain Black DB (Susp.) - 93 Kendall Montgomery DL (Susp.) - -- Rykeem Yates DL (Susp.) |

### Les entraîneurs en chef
| Nom         | Terme        | Saison régulière | Saison régulière | Saison régulière | Playoffs | Playoffs | Playoffs | Récompense                 |
| Nom         | Terme        | W                | L                | %                | W        | L        | %        | Récompense                 |
| ----------- | ------------ | ---------------- | ---------------- | ---------------- | -------- | -------- | -------- | -------------------------- |
| Omarr Smith | 2017–present | 11               | 15               | .423             | 2        | 1        | .667     | 2018 AFL Coach of the Year |